# زن در بالا

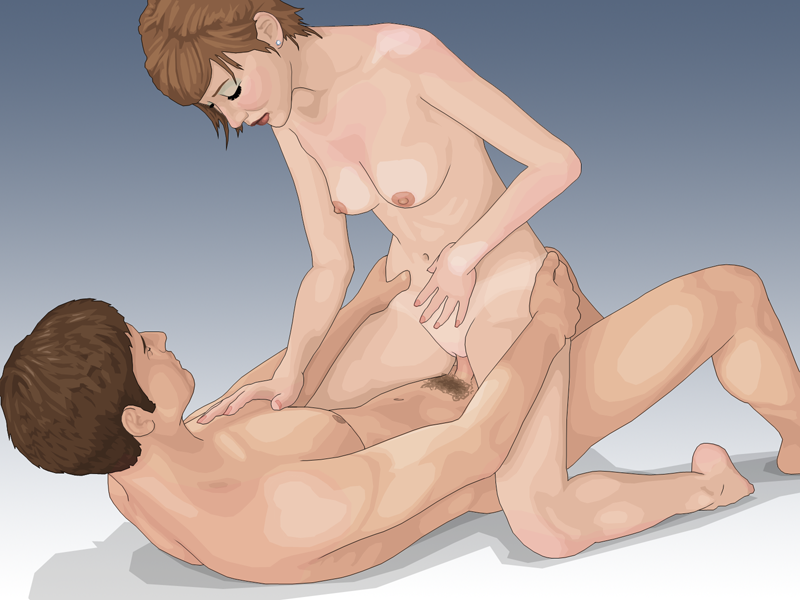
زوجی مشغول آمیزش جنسی در پوزیشن زن در بالا

زن در بالا (انگلیسی:  Woman-on-top) یا زن روی مرد یا دختر گاوچران (انگلیسی:  cowgirl) یا راندن یا سواری یکی از انواع روش‌های آمیزش جنسی است. در این روش مرد به پشت دراز می‌کشد و زن روی آلت مردی شریک جنسی‌اش که در حالت نعوظ قرار دارد، می‌نشیند. این شیوه به‌ویژه محبوب زنان است چون تحریک کافی کلیتوریس را به دنبال دارد و زن نیز تسلط بیشتری روی حرکات دارد. البته حالت دیگری نیز هست که زن بر روی آلت مرد طوری که پشتش به مرد باشد، می‌نشیند. این روش می‌تواند در حالتی که مرد به صورت نشسته یا درازکش قرار دارد، انجام شود.